# Lansing (Illinois)
Lansing es una villa ubicada en el condado de Cook en el estado estadounidense de Illinois. En el Censo de 2010 tenía una población de 28331 habitantes y una densidad poblacional de 1.598,05 personas por km².

## Geografía
Lansing se encuentra ubicada en las coordenadas 41°34′3″N 87°32′51″O / 41.56750, -87.54750. Según la Oficina del Censo de los Estados Unidos, Lansing tiene una superficie total de 17.73 km², de la cual 17.58 km² corresponden a tierra firme y (0.85%) 0.15 km² es agua.

## Demografía
Según el censo de 2010, había 28331 personas residiendo en Lansing. La densidad de población era de 1.598,05 hab./km². De los 28331 habitantes, Lansing estaba compuesto por el 58.93% blancos, el 31.59% eran afroamericanos, el 0.23% eran amerindios, el 0.94% eran asiáticos, el 0.02% eran isleños del Pacífico, el 6.11% eran de otras razas y el 2.18% pertenecían a dos o más razas. Del total de la población el 14.48% eran hispanos o latinos de cualquier raza.